# Specimen Nunatak
Specimen Nunatak är en nunatak i Antarktis. Den ligger i Västantarktis. Argentina, Chile och Storbritannien gör anspråk på området. Toppen på Specimen Nunatak är 843 meter över havet.
Terrängen runt Specimen Nunatak är huvudsakligen kuperad, men norrut är den bergig. Trakten är obefolkad. Det finns inga samhällen i närheten.